# Jaap van der Niet
Jacobus (Jaap) van der Niet (Noordwijk, 16 april 1944 – Purmerend, 9 april 2025) was een Nederlands voetbalscheidsrechter.

## Biografie
Naast zijn baan als onderwijzer was Van der Niet doelman bij vv Noordwijk. Hij schopte het daarnaast tot de selectie van het Nederlands amateurvoetbalelftal. Later werd hij onderwijzer in Monnickendam en begon hij als voetbalscheidsrechter. In 1967 verhuisde Van der Niet naar Beverwijk.
In 1981 floot hij zijn eerste wedstrijd in het betaald voetbal. Van 1983 tot 1991 floot hij in de Eredivisie. Hij floot één interland: de oefenwedstrijd Luxemburg tegen Italië op 27 april 1988. Bij de Europees kampioenschap voetbal 1988 was hij grensrechter in het team van scheidsrechter Bep Thomas. In oktober 1989 werd hij tijdens de wedstrijd FC Twente tegen PSV keihard op het lichaam geraakt door een bal die FC Twente-verdediger André Paus vol op de schoen had genomen. Met een klaplong en twee gebroken ribben viel hij noodgedwongen uit.
Op 7 oktober 1990 gaf hij Dordrecht-speler Ton Rietbroek al na 28 seconden na de start van de wedstrijd een rode kaart. Dat was op dat moment de snelste rode kaart in het Nederlands betaald voetbal ooit. De wedstrijd RKC tegen FC Twente op 16 juni 1991 (uitslag: 6–6) was zijn laatste wedstrijd in het betaald voetbal. In totaal leidde hij 204 wedstrijden in het betaald voetbal.
Van der Niet overleed in 2025 op bijna 81-jarige leeftijd aan de ziekte van Parkinson.

## Bijnaam
Vanwege zijn felle, nijdige spel, voornamelijk als doelman, kreeg hij als bijnaam 'de Nijdige', later afgekort tot 'de Nijd'. In Noordwijk en omstreken, maar ook in de voetbalwereld, was hij onder die naam bekend.

## Interlands
| Datum         | Plaats               | Wedstrijd          | Uitslag | Competitie        | Kreeg geel | Kreeg voor de tweede keer geel en dus rood | Weggestuurd |
| ------------- | -------------------- | ------------------ | ------- | ----------------- | ---------- | ------------------------------------------ | ----------- |
| 27 april 1988 | Luxemburg, Luxemburg | Luxemburg – Italië | 0 – 3   | Vriendschappelijk | 0          | 0                                          | 0           |

Bijgewerkt t/m 27 januari 2014